# 1911 год в авиации
Список событий в авиации в 1911 году.

## События
- 16 апреля — впервые в России были выполнены полёты по воздушному сопровождению кораблей. Лётчик Ефимов М. Н. сопровождал Черноморскую эскадру.
- 2 апреля — первый полёт самолёта Кудашев-4 конструкции А. С. Кудашева
- 23 апреля — открылась первая Международная воздухоплавательная выставка проходила c 23 по 27 апреля в Михайловском манеже в Санкт-Петербурге.
- 26 октября — состоялся первый выпуск выпускников первого в России военного лётного училища — Севастопольской офицерской школы авиации, ныне Качинское высшее военное авиационное училище лётчиков.
- 1 ноября — первая воздушная бомбардировка, произошла во время Итало-турецкой войны. На оазис Айн-Зара были сброшены 4 ручные гранаты с самолёта Blériot XI итальянской армии.

### Без точной даты
- Первый полёт первого в мире пассажирского самолёта Bleriot XXIV Limousine.[1]

## Персоны

### Родились
- 9 января — Алёшин, Семён Михеевич, советский военный лётчик, участник Польского похода РККА, Советско-финской и Великой Отечественной войн. В годы Великой Отечественной войны — командир звена 44-го отдельного скоростного бомбардировочного авиационного полка Ленинградского фронта. Герой Советского Союза (10.02.1943), капитан.
- 17 января — Иван Дмитриевич Бабанов, гвардии лейтенант, Герой Советского Союза.
- 24 февраля — Роберт Уильям (1911-1940), французский лётчик-ас во Второй мировой войне, награждён Орденом Почётного легиона.
- 23 июня — Николай Дмитриевич Кузнецов, советский генеральный конструктор авиационных и ракетных двигателей, дважды Герой Социалистического Труда.

### Скончались
- 8 января — Чиро Айхара, японский конструктор, пионер авиации. Погиб во время испытания планера собственной конструкции.[2]